# Råde
Råde este o comună din provincia Østfold, Norvegia.